# Monoïde (categorietheorie)
In de categorietheorie, een deelgebied van de wiskunde, is een monoïde of monoïde object (M, μ, η ) in een monoïdale categorie {\displaystyle C} een object {\displaystyle M} samen met twee morfismen
- {\displaystyle \mu :M\otimes M\to M}, de vermenigvuldiging en
- {\displaystyle \eta :I\to M}, de eenheid,

zodat de diagrammen
 en 
commutatief zijn. In de bovenstaande notaties, is {\displaystyle I} het eenheidselement en {\displaystyle \alpha }, {\displaystyle \lambda } en {\displaystyle \rho } zijn respectievelijk de associativiteit, de linkeridentiteit en de rechteridentiteit van de monoïdale categorie {\displaystyle C}.
In de duale vorm is een comonoïde in een monoïdale categorie {\displaystyle C} een monoïde in de duale categorie {\displaystyle \mathbf {C} ^{\mathrm {op} }}.
Neem aan dat de monoïdale categorie {\displaystyle C} een symmetrische {\displaystyle \gamma } heeft. Een monoïde {\displaystyle M} in {\displaystyle C} is symmetrisch wanneer
{\displaystyle \mu \circ \gamma =\mu }